# Jordi Torra Roca
Jordi Torra Roca (Barcelona, 23 d'abril de 1949 - Barcelona, 26 de febrer de 2019) és un astrònom català.
Catedràtic d'Astronomia i Astrofísica al Departament d'Astronomia i Meteorologia de la Universitat de Barcelona, on es va doctorar en Física el 1984, és membre de l'Institut d'Estudis Espacials de Catalunya (IEEC) i de l'Institut de Ciències del Cosmos de la Universitat de Barcelona (ICCUB).
La seva línia de recerca és l'estudi de la Via Làctia. Fins al 1997 va treballar en la missió Hipparcos de l'Agència Europea de l'Espai (ESA), que va ser la primera missió d'astrometria des de l'espai. Dirigeix el grup espanyol que participa en la missió Gaia de l'Agència Europea de l'Espai (ESA), que té com a objectiu elaborar un catàleg amb dades per a més de mil milions d'estrelles.
Ha estat investigador principal de nombrosos projectes de recerca i ha publicat més d'un centenar d'articles. Ha estat gestor de l'Àrea d'Astronomia i Astrofísica del Plan Nacional de Investigación, membre del Consell de l'Observatori Europeu Austral i, en l'actualitat, és membre de l'European Space Sciences Committee i de l'Astronomy Working Group de l'ESA.